# 大野祭り

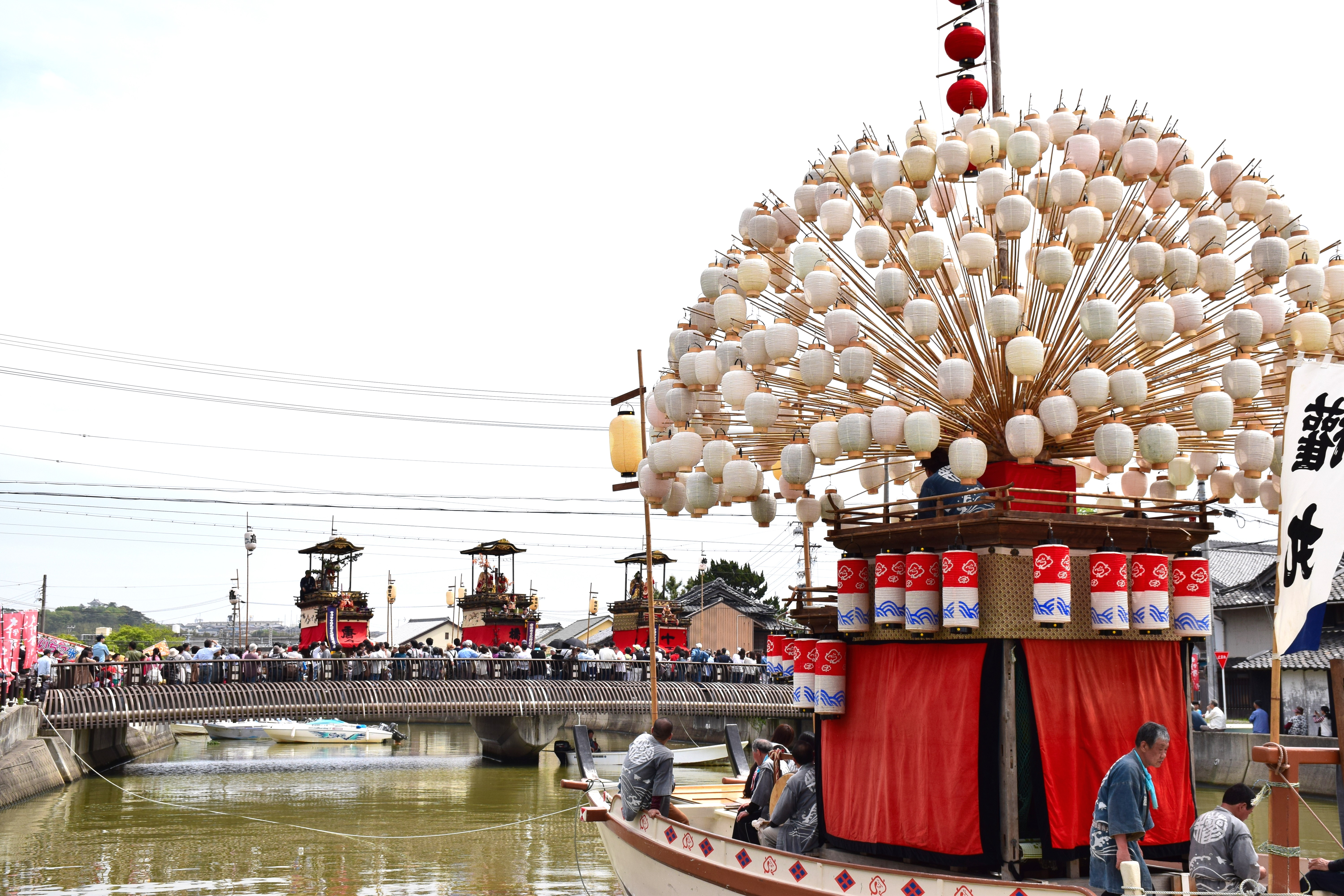
巻藁船と山車3台が曳き回される大野祭り（左奥の山の上に見える城は大野城模擬天守）

大野祭り（おおのまつり）は、愛知県常滑市の北部に位置する大野町の祭礼。例年5月3日・4日の2日間行われる。

## 概要
当地「大野」は鎌倉時代から繁栄したと伝わり、知多半島の他地域に比べてもかなり早くから栄えた町である。江戸時代に入り、この町の主な産業の一つであった「醸造」においては半島内で最初に行なわれ、海運業においても多くの地域を結ぶ主要な港としても栄えていた。更に行殿も度々訪れる徳川家や名古屋とも縁のあったこの町には、知多半島でありながら他の地区のような「知多型」ではなく「名古屋型」の山車が曳かれる様になったと推測される。
常滑市に合併した現在も大野はかつての町割りを引き継いでおり、高須賀、橋詰、権現、十王、鍛冶、上砂子、下砂子、市場の8つの町に別れていて、それぞれ「町代」と呼ばれる代表者によって仕切られている。また、その各町の中でも更に細かい町名(木之下町、戌亥町、桜町、本町等)に分かれている。
祭礼で曳行される御車は「高須賀町『唐子車』」、「橋詰町『紅葉車』」、「十王町『梅榮車』」の三輌があり、「権現町の巻藁舟『権丸』」と共に祭礼の中心となっている。また神輿や子供獅子を出す町もある。（現在神輿は中断中）
祭礼日は毎年5月3日に宵神楽（よしんがく）、4日に本楽が行われる。

## 御車（山車）

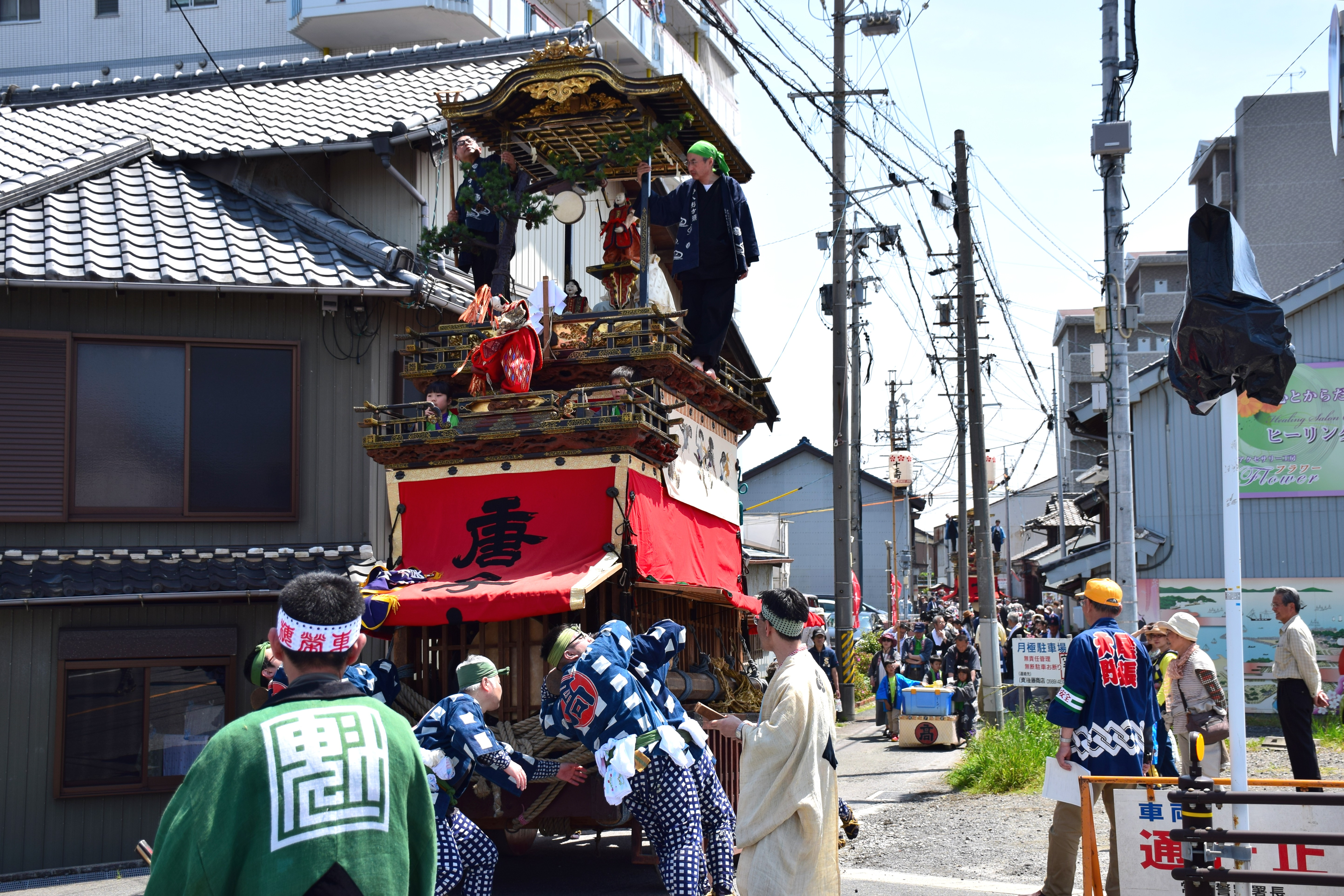
唐子車
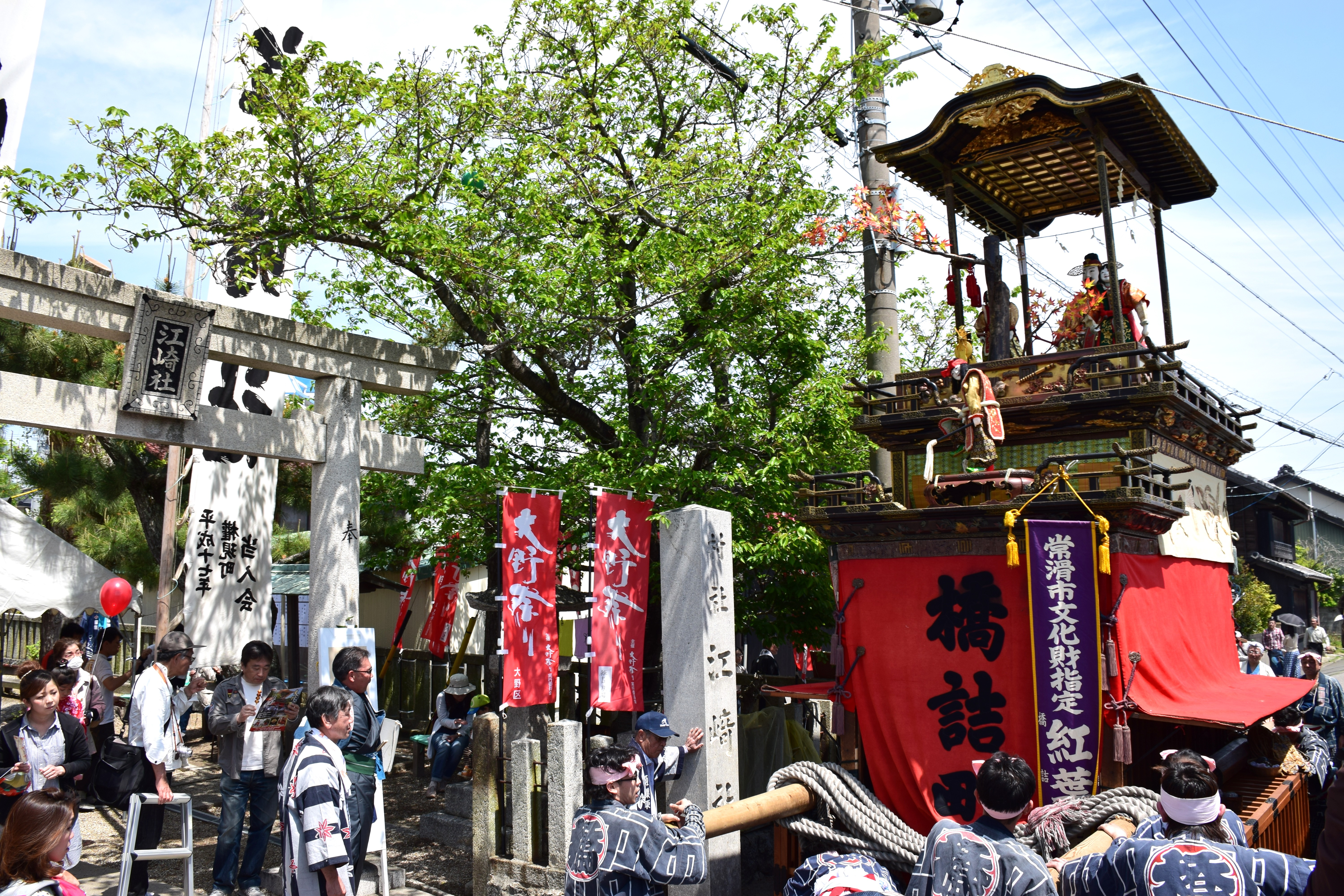
紅葉車
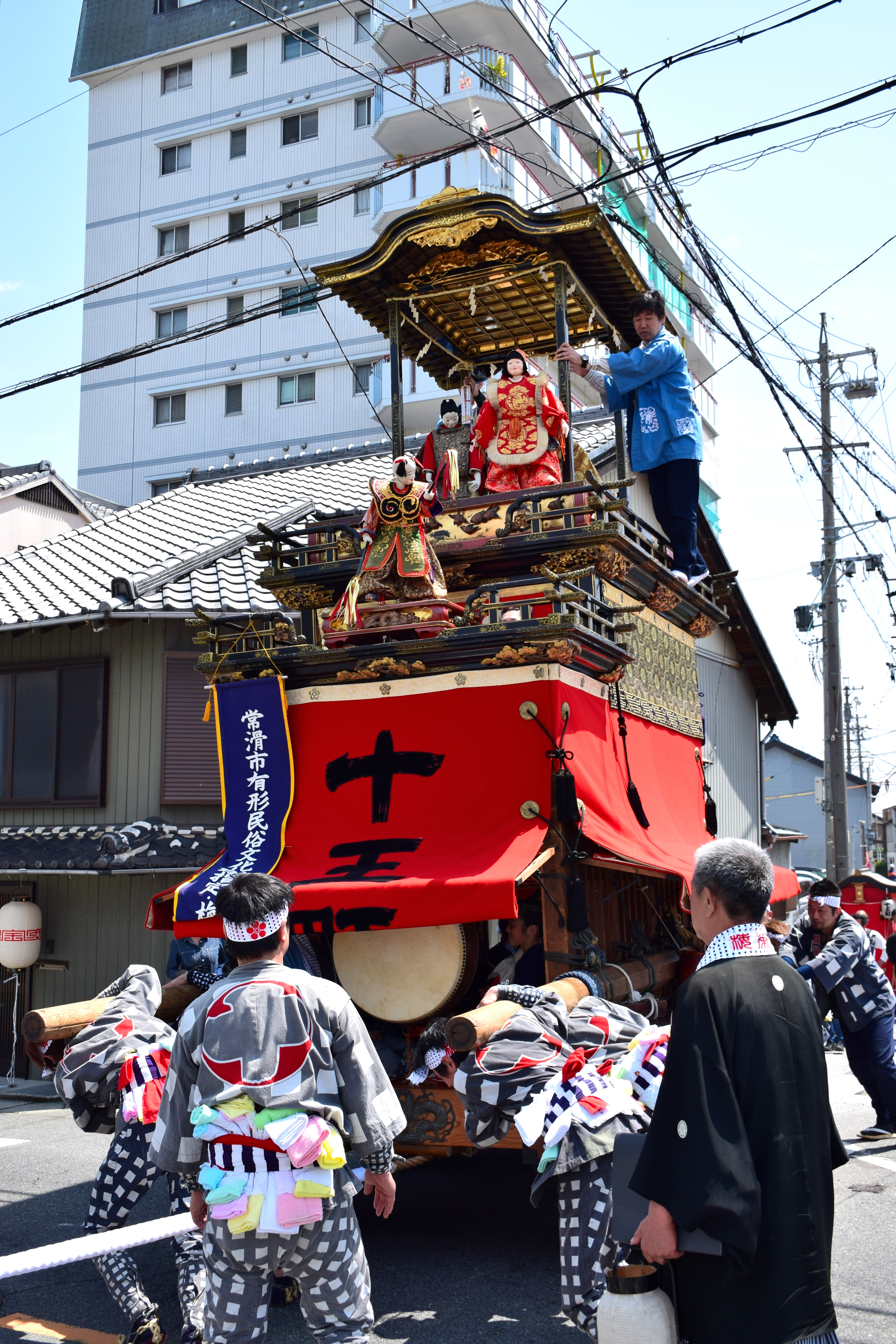
梅榮車

- 唐子車（からこしゃ）…高須賀町所有

寛保元年（1741年）建造。知多半島の中で現在祭礼で曳かれている御車としては最古と思われる。からくり人形は前棚に麾振唐子、最後部に大将の塩土老翁、その前では2体の人形が肩車をし、そこから松の木へ移って木に下がった太鼓を叩く所作を行い合計4体が載せられる。全て蔦屋(竹田)藤吉の作。全体に見られる「松」の彫物は後年追加されたとみられるが、名工・瀬川治助重光の手によるものである。ちなみに「松」はこの御車の一つのシンボルとなっている。水引幕は森高雅の下絵による「鳩群飛」。氏神は町内の小倉神社。
- 紅葉車（こうようしゃ）…橋詰町所有

文久3年（1863年）建造。先代は天保6年（1835年）に創建。その後売却された隣町・西之口にて「西寳車」として現在も曳かれている。随所にあしらわれた瀬川治助による彫刻を見ても判るとおり、この御車のシンボルは車名の「紅葉」である。からくりは全4体載せられ、前棚に麾振唐子、最後部に大将の豊太閤(豊臣秀吉)、その前で太鼓を叩く中唐子、木の上で逆立ちし鉦を捌く小唐子の編成となっている。また、この御車には各所に「源氏香」の紋があしらわれ、高貴なイメージを醸し出している。水引幕は喜田嘉堂下絵の「鶴」。氏神は町内の風之宮社。
- 梅榮車（ばいえいしゃ）…十王町所有

嘉永元年（1848年）建造。先代「榮遊車」は天明5年（1785年）～6年（1786年）に創建されたが後に売却。直後に当時575両(現在の1億円以上に相当)を投じて名古屋の名工達が手がけた御車が現在の梅榮車である。学問の神様・菅原道真を大将座に座らせ、前棚には麾振唐子、上段では横笛を吹く童子(唐子ではない)とそれに併せて舞楽「蘭陵王」を舞い、瞬時に面を被り変身する面かぶり童子の計4体が操られる。この御車のシンボルは文字通り「梅」。前幕には江戸唐様派の大家で幕末三筆の市河米庵による「十王町」の文字、水引幕は金糸をふんだんに使った唐織錦「蜀江金襴」と、先述の蘭陵王や梅と併せて「唐」や中国に憧れつつもついに渡ることのできなかった菅原道真に向けて誂えたと思われる内容である。ちなみに大将人形も唐へ渡ったときの姿を想像し模して作られた「渡唐天神像」である。氏神はかつて大野にあったが現在は宮山へ遷座した天満社である。
- 唐子車
- 紅葉車
- 梅榮車

## 巻藁船

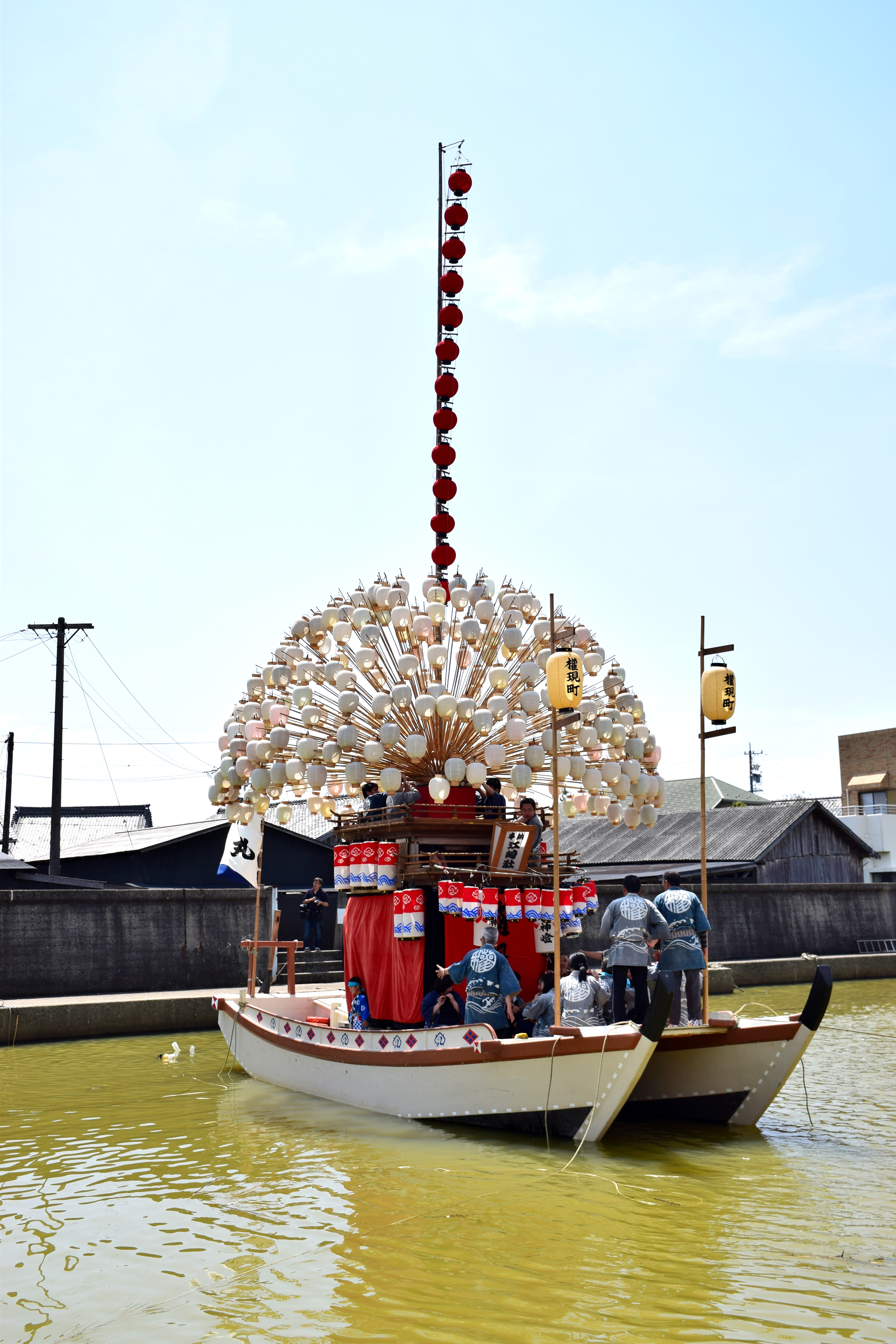
権丸

- 権丸（ごんまる）…権現町所有

安政2年（1857年）以前に創建され以後祭礼に出されてきたが、昭和34年（1959年）の伊勢湾台風で壊滅的な被害に遭い休止状態続いていた。しかし町民の熱望と努力により、何とか残すことができた先代の櫓と提灯の差込み台座を利用し、昭和63年（1988年）に見事復活を成し遂げた。芯柱には一年の月を表わす12個（閏年は13個）の赤い提灯を、台座には半球状に並べられた日数を表わす365個の提灯をつけて川面をゆったりと流す。尚、半球状の365個の提灯はこの地方では珍しく回転させることができ、祭礼ではお囃子に併せて緩急を付けた回し方で喝采を浴びている。櫓の形は三輌の御車と同じく前棚の付いた名古屋型となっている。氏神は町内の江崎社。